# 조지아의 농업

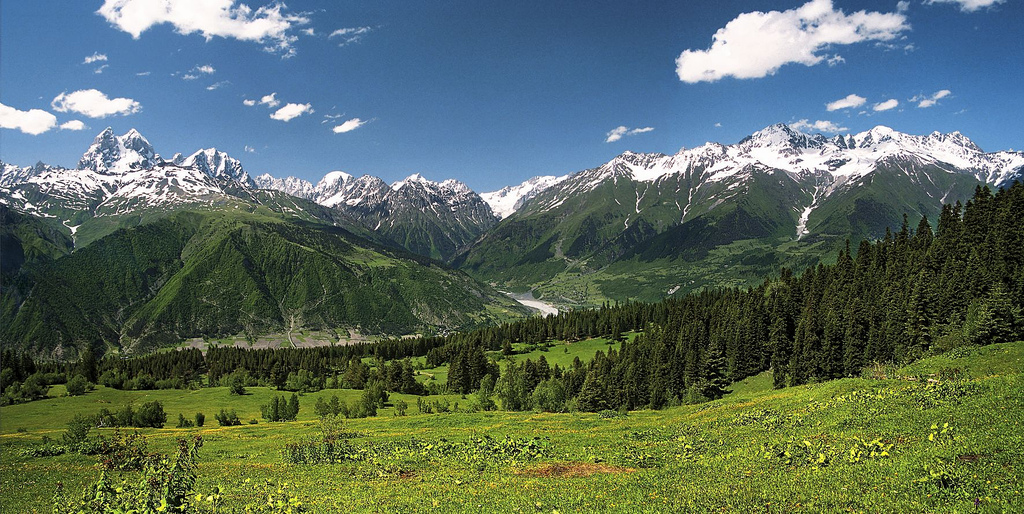
조지아의 기후는 옥수수, 포도, 차 등의 재배에 알맞다.

조지아의 농업은 조지아의 중요한 경제 분야의 하나이다. 경작지는 국토의 18 %이고 1990년 당시 NMP의 32 %를 차지하였다. 소련 시기 서부 습지를 개간하고 동부의 건조 지역에는 관개 시스템을 도입하였다. 그 결과 1980년 조지아의 농업 생산량은 1918년에 비해 10배가량 증가하였다. 소련 시기 농업은 조지아의 주력 산업이었으며 역내 수출을 위한 차, 포도와 같은 특용 작물들이 재배되었다. 그러나 농업 인구는 감소 추세에 있어 관련 종사자는 1970년 노동 인구의 37 %였으나 1990년에는 25 %가 되었다. 1993년 에너지 위기로 국유 농지의 곡물 생산량이 3분의 1로 줄어드는 위기가 있었다. 사유지의 경작도 타격을 입어 1993년 조지아의 농업 총생산량은 전년 대비 35 %에 불과 하였다.
2011년 기준 경작 면적은 281,000 헥타르로 경작 가능 면적의 35 % 정도였다. 가축은 1.823.000 두 이었고, 농림축산업의 규모는 전체 GDP의 9.3 %를 차지 하였다. 2012년 농림축산업 규모는 더 줄어들어 전체 GDP의 8.4 %를 차지하였다.

## 배경
캅카스에 위치한 조지아는 흔히 아시아의 알프스라고 표현할 만큼 산악 지역이 많은 국가이다. 지형적인 영향을 크게 받아 흑해와 닿는 서부 해안은 습윤한 아열대 기후를 보이지만, 동부 산간은 건조한 스탭 기후를 보인다. 기후가 다른만큼 지역에 따라 재배하는 작물도 다르다. 서부 습윤 지역에서는 차와 귤이 특산품이고 동부에선 포도가 재배된다. 조지아는 오래 전부터 포도주의 산지로 유명하며 565종에 달하는 많은 품종의 포도를 재배하고 있다. 특히 마트라사(Matrassa), 스털링(Sterling), 사페라비(Saperavi) 종으로 만든 와인이 가장 유명하다.
조지아는 독립과 이어진 내전으로 큰 시련을 겪었다. 1993년 당시 조지아는 사회와 경제 모두에서 큰 타격을 입었는데, 1만 2천 명에 달하는 사망자를 기록한 내전이 끝난 후 인구의 30%가 감소하고 10%가 이주하였다. 이후 이어진 2003년의 장미 혁명, 2008년 남오세티야 전쟁 등으로 정세 불안과 함께 경제 침체를 겪었다. 농업 역시 이러한 정치 사회적 영향을 받아 독립 이전의 생산량을 회복하지 못하고 있으며, 이어지는 산업 구조 변화 과정에서 지속적으로 농업 인구가 줄어들고 있다.

## 작물

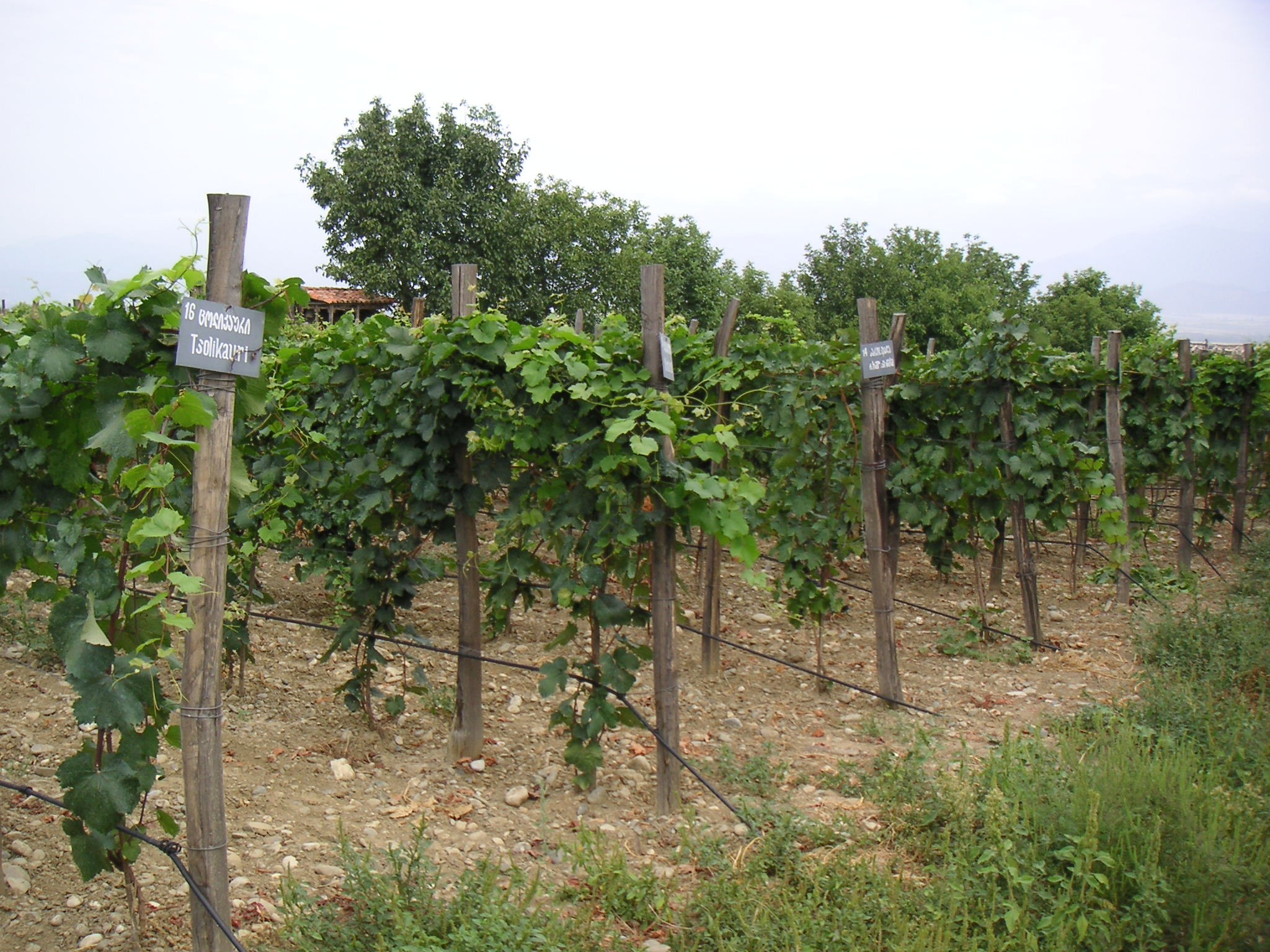
조지아의 포도 시험 재배지

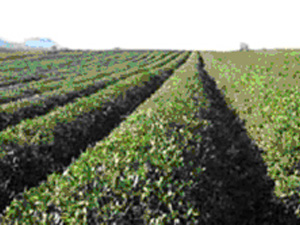
미국 국제개발처가 지원하는 차 재배 단지

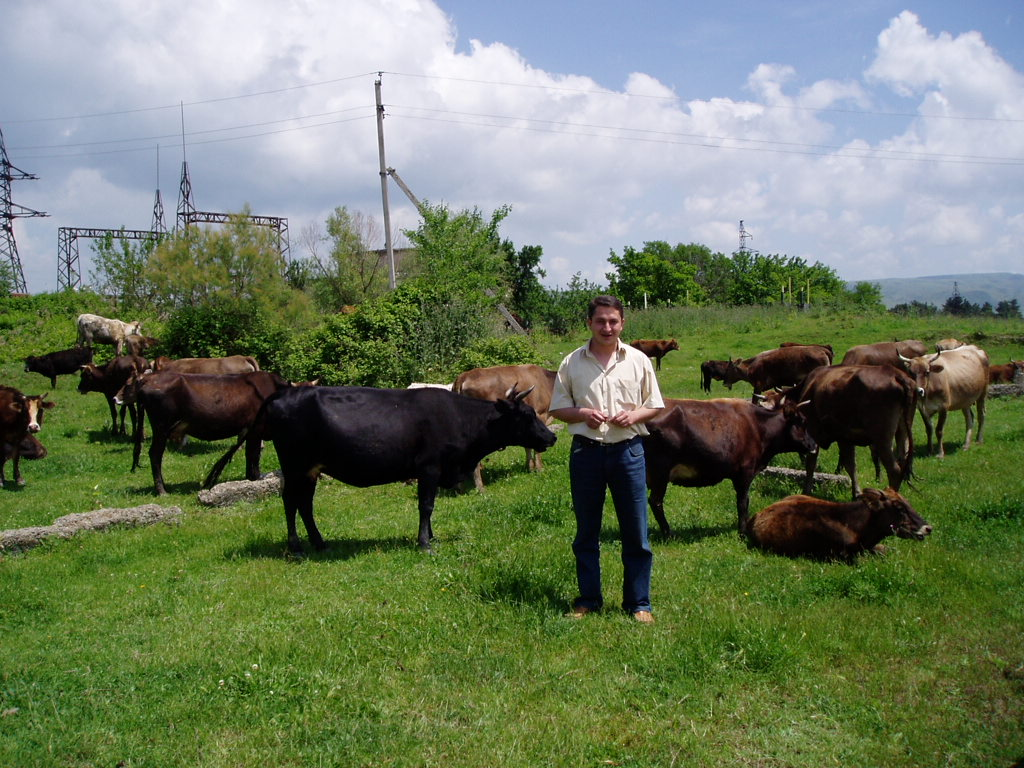
트빌리시 부근의 사유 목장에서 소를 기르는 농부

1993년 당시 과수원이나 포도원, 차 재배지와 같은 곳을 제외한 경작지의 85%는 곡물을 재배하였다. 옥수수가 40 %를 차지하였고 겨울밀이 37 %를 차지하였다. 조지아는 가장 유서 깊은 포도주 생산 지역 가운데 하나로 기원전 300년 무렵의 포도주 생산 유적이 발견되기도 하였다. 포도는 곡물 다음으로 많이 생산되는 조지아 농산품이다. 1990년 기준으로 조지아 와인을 생산하는 곳은 40여 개소로 여기서 500 여 종의 포도주가 생산되었다. 카헤티주는 조지아 포도주 산업의 중심지로 광천수인 보르조미의 산지이기도 하다. 조지아의 다른 작물들은 차, 귤, 기타 과수 등으로 각기 농업 생산량의 18.3 %, 737 %, 8.4 %를 차지한다. 차와 귤의 재배는 서부 해안에 집중되어 있다. 차의 생산은 1970년대에서 1980년대 사이 소련 당국의 관리 아래 집중 도입된 것으로 조지아의 가공식품 산업의 36 %를 차지하고 있다.
축산업에서는 소, 돼지, 양 등을 기르는데 조지아 농업 생산량의 25 %를 차지하고 있다. 과밀 사육과 낮은 기계 도입율이 축산업 성장의 저해 요인으로 꼽힌다.
독립 이전인 1990년대 초까지 조지아는 생산하는 차의 95 %, 포도주의 62 %, 통조림 제품의 70%를 소련의 여러 공화국들로 수출하였다. 그러나 독립 이후 곡물의 75 %를 러시아에 수출하고 있고 육류는 3분의 1, 유제품의 60 %가 국외로 수출되고 있다. 1990대 초 조지아는 독립에 따른 갈등으로 촉발된 경제 협력 붕괴로 농업에 큰 타격을 입었다.

## 농경지
소련의 농업은 농경지의 국유화를 기본으로 하여 운영되었고 428 헥타르 정도의 대규모 집단 농장인 콜호스를 단위로 운영되었다. 1991년 소련의 붕괴 과정에서 극심한 내전을 통해 독립한 조지아는 농업의 황폐화를 겪었다. 이후 1993년에서 1995년 사이 조지아 정부는 농업 재건을 위해 농경지를 개인에게 불하하고 농산 장려 정책을 실시하였다. 그 결과 해마다 25 – 30 %의 성장을 기록하였음에도 2006년 기준 농업 생산량은 독립 직전인 1990년에 비해 40%에 불과한 실정이다.
소련 시기에도 조지아는 일부 개인 농장의 작물 재배와 가축 사육을 허용하였고 1990년 당시 이들 개인 농장은 전체 농업생산량의 46 %를 차지하고 있었다. 이는 국영 농장 생산율의 두 배에 달하는 것이었다.
조지아의 초대 대통령 즈비아드 감사후르디아는 국영 농장을 민간에 불하하는 사유화 정책을 주저하였는데 정부의 장악력이 충분하지 않은 상태에서 지역 마피아의 암약을 두려워 했기 때문이었다. 1992년 감사후르디아가 실각하고 추방되자 새 정부는 토지 개혁을 실시하였고 1993년에는 국영 농장의 절반 이상이 민간에 불하되었지만 에너지 위기와 사유화 과정의 혼란으로 식량 파동을 겪었다.
현재 조지아에는 더 이상 국영 농장이 남아 있지 않고 모두 민간에게 불하되어 개인 농장으로 운영된다. 가구당 농경지의 면적은 0.96 헥타르로, 2 헥타르 이상의 대규모 농지를 갖는 농민은 5 % 미만이다.
2000년대 초 조지아의 농경지 소유 현황
| 농장 규모   | 농민의 비율(퍼센트) |
| ----------- | ------------------- |
| 0.5 ha 미만 | 22.1                |
| 0.5-1 ha    | 29.7                |
| 1-2 ha      | 43.6                |
| 2 ha 초과   | 4.6                 |
| 평균        | 0.96 ha             |

## 외국인 농민의 이민

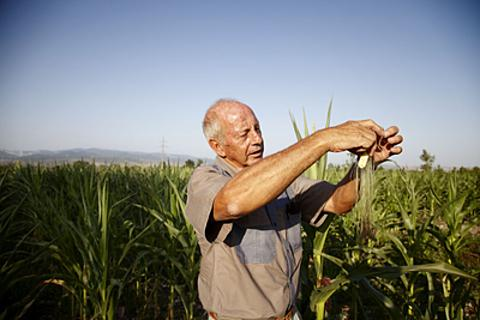
조지아의 아프리카 출신 농민

2011년 미하일 사카슈빌리의 아내 산드라 룰로프스는 독립 이후 20여년이 지났지만 여전히 농지의 40% 정도가 아무런 산출을 내지 못하는 상황이라는 이유로 남아프리카 출신의 농민을 받아들이는 이주 프로그램을 추진하였다. 한편 인도 펀잡 지역의 농민들 역시 이주하여 왔다. 이들은 기존의 조지아 농업이 경작하던 것과는 다른 농작물들을 도입하였지만 판로를 확보하지 못해 고전하다가 인도로 돌아갔다.

## 같이 보기
- 조지아 농산부
- 조지아 와인